# Fairhaven (Massachusetts)
Fairhaven és una població dels Estats Units a l'estat de Massachusetts. Segons el cens del 2008 tenia 16.112 habitants.

## Demografia
Segons el cens del 2000, Fairhaven tenia 16.159 habitants, 6.622 habitatges, i 4.251 famílies. La densitat de població era de 503,1 habitants/km².
Dels 6.622 habitatges en un 27,7% hi vivien nens de menys de 18 anys, en un 49,6% hi vivien parelles casades, en un 11% dones solteres, i en un 35,8% no eren unitats familiars. En el 30,5% dels habitatges hi vivien persones soles el 14,7% de les quals corresponia a persones de 65 anys o més que vivien soles. El nombre mitjà de persones vivint en cada habitatge era de 2,38 i el nombre mitjà de persones que vivien en cada família era de 2,98.
Per edats la població es repartia de la següent manera: un 21,7% tenia menys de 18 anys, un 6,6% entre 18 i 24, un 27,9% entre 25 i 44, un 24,3% de 45 a 60 i un 19,5% 65 anys o més.
L'edat mediana era de 41 anys. Per cada 100 dones de 18 o més anys hi havia 85,3 homes.
La renda mediana per habitatge era de 41.696 $ i la renda mediana per família de 52.298$. Els homes tenien una renda mediana de 38.201 $ mentre que les dones 29.736$. La renda per capita de la població era de 20.986$. Entorn del 6,5% de les famílies i el 9% de la població estaven per davall del llindar de pobresa.